# Route nationale 388
Die Route nationale 388, kurz N 388 oder RN 388 war von 1933 bis 1973 eine französische Nationalstraße, die von Fumay nach Charleville-Mézières verlief. Sie stellte eine Alternativroute für die N51 dar. Ihre Länge betrug 32,5 Kilometer. Heute wird die Nummer wieder verwendet für eine kurze Unterbrechung der A47 in Givors. Sie führt als Brücke über die Rhone. Die Wahl der Nummer kommt vom Parallelverlauf der A47 zur N88.